# Színes (keresztnév)
A Színes régi magyar női név felújítása. A szín szóból származik, de ennek jelentése az Árpád-korban más volt: szép megjelenés, szépség ill. arc. Így a szín szó -s kicsinyítőképzős alakja a 14. század előtt azt jelenthette: szép alakocska, arcocska vagy szépecske.

## Rokon nevek
- Szinta:[1] régi magyar női név, a szín szó származéka, akár a Színes név.[2]

## Gyakorisága
Az 1990-es években a Színes és a Szinta szórványos név, a 2000-es években nem szerepelnek a 100 leggyakoribb női név között.

## Névnapok
Színes, Szinta ajánlott névnapja
- január 18.[2]

## Híres Színesek, Szinták
- Színes úrnő: 12. századi magyar birtokos, akinek végrendelete fontos gazdaság- és társadalomtörténeti forrás.